# B53
B53 – amerykańska termojądrowa (wodorowa) bomba lotnicza. Miała największą moc wśród ładunków jądrowych wprowadzonych na uzbrojenie US Air Force.

## Historia
Prace nad bombą B53 rozpoczęto w 1958. 28 czerwca 1958 pierwsza B53 została testowana w ramach operacji Hardtack. W 1962 roku została oficjalnie przyjęta do uzbrojenia. Do roku 1965, kiedy zakończono produkcję bomb tego typu wyprodukowano 340 bomb B53. Ich nosicielami były bombowce B-47, B-52 i B-58. B53 była wyposażona w cztery spadochrony (trzy o powierzchni 13 m² i jeden o powierzchni 5 m²). W przypadku gdy zwolnienie opadania bomby nie było konieczne spadochrony były odstrzeliwane pirotechnicznie po zrzucie.
Zastosowany w bombie uranowy ładunek W58 był identyczny jak w międzykontynentalnym pocisku balistycznym LGM-25 Titan II.
W latach 80. liczba bomb B53 zaczęła spadać. W 1987 roku pozostało ich 50. Ostatecznie zostały zastąpione przez bomby B61Mod11 w roku 1997. Demontaż ostatnich B53 został dokończony w październiku 2011.